# Alfredo Horacio Zecca
Alfredo Horacio Zecca (Buenos Aires, 27 de setembro de 1949 – 4 de novembro de 2022) foi um prelado argentino da Igreja Católica, foi reitor da Pontifícia Universidade Católica da Argentina e arcebispo de Tucumán.

## Biografia
Recebeu a primeira comunhão no dia 8 de dezembro de 1956 e uma semana depois, no dia 15, Dom Manuel Tato, bispo auxiliar de Buenos Aires, administrou-lhe a crisma, ambos os sacramentos em Santa Rita, paróquia de sua família e onde com o tempo sentiu o apelo da vocação sacerdotal.
Ingressou no Seminário Metropolitano de Buenos Aires em março de 1968, quando começou a ser aplicado, segundo as normas dadas pelo arcebispo coadjutor, Dom Juan Carlos Aramburu, o ciclo introdutório que se realizava no Instituto Vocacional San José, em San Isidro.
A formação sacerdotal continuou em Villa Devoto. Recebeu a admissão, os ministérios, o diaconado e finalmente o presbiterado do cardeal Juan Carlos Aramburu, este último em 19 de novembro de 1976 na Catedral Metropolitana de Buenos Aires.
Estudou filosofia na Pontificia Universidad Católica Argentina "Santa María de los Buenos Aires" (UCA), e lecionou no CONSUDEC (Conselho Superior de Educação Católica), onde obteve o título de professor de filosofia e pedagogia.
Na Faculdade de Teologia da UCA obteve o bacharelado em teologia em 1976 e a licenciatura em 1980.
O seu primeiro destino após a ordenação presbiteral foi a paróquia da Assunção da Santíssima Virgem, onde permaneceu dois anos para ir ao Seminário como Superior. Lá permaneceu 20 anos com diversas funções, sendo reitor nos últimos nove anos.
Ele viajou para a Alemanha, onde se formou doutor em teologia na Universidade de Tübingen em 1988. Foi professor ordinário da Faculdade de Teologia. Em 1990 foi nomeado Reitor de Teologia, cargo que ocupou por dois mandatos sucessivos, e de 1991 a 1999 foi reitor do Seminário Metropolitano, ocupando os dois cargos simultaneamente na maior parte do tempo.
Foi pároco da Imaculada Conceição, de Villa Devoto (1992-1999), membro do Conselho Presbiteral e responsável pelo Curso Preparatório para Jovens Clérigos (1991-1999), além de membro do Colégio de Consultores (1994-1999). Em dezembro de 1999, tornou-se reitor da Pontifícia Universidade Católica da Argentina, cargo no qual permaneceu por 10 anos.
Foi presidente da Federação Argentina de Universidades Católicas (FAUC), presidente da Organização de Universidades Católicas da América Latina (ODUCAL) e membro convidado do Conselho de Administração da Federação Internacional de Universidades Católicas (FIUC).
Em 7 de abril de 1993, o Papa João Paulo II distinguiu-o com o título pontifício de Prelado de Honra de Sua Santidade.
Em 10 de junho de 2011, o Papa Bento XVI o nomeou arcebispo de Tucumán. Foi consagrado em 18 de agosto seguinte, na Catedral Metropolitana de Buenos Aires, pelo cardeal arcebispo de Buenos Aires, Jorge Mario Bergoglio, S.J., coadjuvado pelo cardeal Estanislao Esteban Karlic, arcebispo emérito de Paraná, por Eduardo Vicente Mirás, arcebispo de Rosario, por Luis Héctor Villalba, seu antecessor e por Ariel Edgardo Torrado Mosconi, bispo auxiliar de Santiago del Estero.
Seu governo pastoral começou a ser questionado a partir de sua atuação no caso do padre Juan Viroche, que foi encontrado enforcado na paróquia Nuestra Señora de la Nuestra Señora del Valle, em La Florida, após ter denunciado o avanço do tráfico de drogas e tendo sido ameaçado. Os questionamentos sobre a atuação de Zecca no caso Viroche chegaram ao Vaticano, onde, segundo fontes eclesiásticas, começaram a procurar fundamentos no direito canônico que justificassem uma aposentadoria antecipada do arcebispo.
Em 22 de maio de 2017, noticiou por meio de carta aberta, que apresentou sua renúncia ao Papa Francisco e teve sua renúncia aceite pelo Papa Francisco em 9 de junho do mesmo ano. O núncio apostólico, Emil Paul Tscherrig, informou que “o Sumo Pontífice Francisco aceitou hoje a renúncia por motivos de saúde de monsenhor Alfredo Zecca, até agora arcebispo de Tucumán, e atribuiu-lhe a sede titular de Bolsena”.
Estava internado há vários dias no Sanatório Otamendi em Buenos Aires depois de ter sido internado por insuficiência cardíaca, da qual tentava sair devido ao seu múltiplo histórico cardiovascular, quando veio a falecer em 4 de novembro de 2022. A diabetes foi outro fator que condicionou a sua evolução.